# Küklópsz-festő
A Küklópsz-festő az i. e. 5. század utolsó évtizedeiben Dél-Itáliában, Lukániában alkotó görög vázafestő volt. Pontos születési és halálozási dátuma nem ismert, és mivel nem szignálta alkotásait neve sem maradt ránk.
Névadó vázája azt a jelenetet ábrázolja amikor Odüsszeusz megvakítja a részeg küklópszot miközben szatírok veszik körül. A szatírok jelenléte arra utal, hogy az ábrázolást egy színdarab ihlette, feltételezhetően Euripidész Küklopsz című alkotása. A művész nagy hangsúlyt fektetett a színpadias ábrázolásra, ez egyfajta összekötő elem volt a mitológiai témák és a színházhoz kötődő jelenetek között, ami nagyon fontos szerepet töltött be a dél-itáliai vörösalakos vázafestészetben. Figyelemre méltó, hogy a művész mennyire törekedett a térábrázolásra. Az előtérben lévő küklópszot erős rövidülésben ábrázolta, míg a háttérben Odüsszeusz kisebb méretű alakja látható. 
A Küklópsz-festő a Pisticci-festő közeli munkatársa, korábban tanítványa volt, képeinek stílusa sok hasonlóságot mutat az Amükosz-festő alkotásaival is, aki korai lukániai vázafestészet legkiemelkedőbb alakja volt és úgy tűnik a Küklopsz-festőhöz hasonlóan szintén a Pisticci-festő műhelyében tanult.
Stílusára kezdetben erősen hatott a Pisticci-festő, majd később kifejlesztette saját ábrázolásmódját, ahogy ez kopaszodó szatír és felöltözött nőalakjain megfigyelhető. Az előzőeket sokszor nagy hassal ábrázolta, míg utóbbiakat leginkább széles ujjú khitónba és köpenybe öltözve jelenítette meg. Hajukat általában egy fekete foltként festette meg, benne egyszerűbb szalaggal, gyakran egy kalásszal a homlokuknál, ami a hajtömeget így két részre osztotta. Egy hullámos hajfürt általában eltakarja a látható fület is. 
Figuráinak póza sokszor meglehetősen mesterkélt, ez vonatkozik felöltözött női és ruhátlan férfialakjaira is. A kezeket, hosszú keskeny ujjakkal szebben rajzolta meg mint elődje, a lábakra viszont kevesebb gondot fordított, időnként a nagylábujjakat nem is ábrázolta. Az arcokat igyekezett háromnegyedes perspektívában ábrázolni, ebben nagyobb haladást ért el mint a Pisticci-festő, de próbálkozása nem volt mindig sikeres. 